# Van Taylor
Nicholas Van Campen Taylor, né le 1er août 1972 à Dallas, est un homme politique américain. Membre du Parti républicain, il est élu du Texas à la Chambre des représentants des États-Unis de 2019 à 2023.

## Biographie

### Carrière professionnelle et militaire
Van Taylor grandit à Midland (Texas) puis à Concord (New Hampshire). En 1995, il est diplômé de l'université Harvard, rédigeant une thèse en histoire.
Une fois diplômé, il s'engage dans les United States Marine Corps. Il mène une troupe de reconnaissance puis rejoint le renseignement. Après l'armée, il obtient une maîtrise en administration des affaires de Harvard en 2001, tout en restant réserviste. En tant que réserviste, il sert en Irak où il dirige une unité secourant des soldats blessés et des prisonniers de guerre. Il est décoré d'une Commendation Medal « V », un Combat Action Ribbon et une Presidential Unit Citation.
À son retour d'Irak, il travaille pour McKinsey & Company, dans l'immobilier puis dans une société d'investissement.

### Carrière politique
Van Taylor se lance en politique lors des élections de 2006. Il est candidat à la Chambre des représentants des États-Unis dans le 17e district du Texas, qui s'étend du sud de Fort Worth aux banlieues de Houston. Après avoir remporté la primaire républicaine avec 54 % des suffrages, Taylor affronte le démocrate sortant Chet Edwards (en), réélu de justesse en 2004  dans une circonscription découpée en sa défaveur et ayant voté à 70 % pour George W. Bush. Taylor critique Edwards pour son manque de conservatisme tandis que le sortant l'attaque pour son parachutage, ayant déménagé récemment de Dallas à West, pour vivre dans la circonscription. Edwards remporte facilement l'élection avec 58,1 % des voix contre 40,3 % pour Taylor.
Le républicain s'installe par la suite à Plano. En 2010, Taylor se présente à la Chambre des représentants du Texas pour succéder à Brian McCall, démissionnaire. Soutenu par le Tea Party,, il remporte la primaire républicaine pour l'élection générale face à Mabrie Jackson avec 58 % des voix. Il est alors certain d'être élu pour le prochain mandant, n'ayant pas d'opposant démocrate. Le mois suivant la primaire, il perd néanmoins l'élection partielle pour terminer le mandat de McCall, Jackson remportant cette élection sans faire campagne avec 56 % des voix. Élu du 66e district, il soutient des mesures en faveur du droit de porter des armes à feu et contre l'avortement, lui valant des scores parfaits de la National Rifle Association (« A ») et du Texas Right to Life (« 100 % pro-vie »). Il est également désigné « champion des contribuables » par une association de contribuables texans (Texans for Fiscal Responsibility) et fait voter une loi facilitant le vote des militaires stationnés à l'étranger.
Lors des élections de 2014, Taylor est élu au Sénat du Texas succédant au républicain Ken Paxton, élu procureur général du Texas. Dans le 8e district, comprenant une partie des comtés de Collin et de Dallas, il rassemble 79 % des suffrages face à un candidat libertarien. Au Sénat, il porte une réforme de moralisation de la vie publique.
En 2017, après le retrait de Sam Johnson, Taylor annonce sa candidature au Congrès dans le 3e district du Texas, centré sur le comté de Collin. Il remporte le primaire républicaine avec plus de 84 % des suffrages et devient le favori de l'élection générale dans une circonscription qui n'a pas voté pour un démocrate depuis les années 1960. En novembre, il est élu représentant des États-Unis avec 54,2 % des voix, devant la démocrate Lorie Burch (44,2 %).
Alors qu'il briguait un troisième mandat, il met fin à sa campagne en mais 2022 après avoir reconnu avoir eu une liaison adultère avec une djihadiste entre 2020 et 2021.